# Кяревере (орнітологічна територія)
Орнітологічна територія Кя́ревере (ест. Kärevere linnuala) — природоохоронна територія в Естонії, у волості Тарту та міському самоврядуванні Тарту повіту Тартумаа. Входить до Європейської екологічної мережі Natura 2000.

## Основні дані
KKR-код: RAH0000633
Міжнародний код: EE0080371
Загальна площа — 2510 га, зокрема площа водойм становить 58,1 га.
Територія утворена 23 квітня 2009 року.

## Розташування
Природоохоронний об'єкт розташовується на землях, що належать селам Ворбузе, Вяеніквере, Иві, Ілматсалу, Кардла, Кямара, Кяревере, Ламміку, Марамаа, Метсанука, Тюкі.
Територія об'єкта збігається з природною областю Кяревере (Kärevere loodusala).
На території орнітологічної області частково або повністю розташовані охоронювані об'єкти:
- Природний заповідник Кяревере
- Природний заповідник Алам-Педья[en]
- Заказник Рая-Кяревере

## Мета створення
Метою створення об'єкта є збереження видів птахів та їх природних середовищ існування. До охоронюваних видів належать: підорлик малий (Aquila pomarina), гуменник (Anser fabalis), лелека чорний (Ciconia nigra), баранець великий (Gallinago media), орлан-білохвіст (Haliaeetus albicilla).